# Edwy av England
Edwy, född cirka 941, död 1 oktober, 959, kung av England 955–959. Som Edmunds äldste son, valdes Edwy av adeln att efterträda farbrodern Edred som kung. Hans korta regeringstid präglades av konflikter med hans familj, thegnerna, och särskilt den romersk-katolska kyrkan under Dunstans och ärkebiskop Odos ledning.

## Biografi
Enligt en legend inleddes konflikten med Dunstan på Edwys invigningsdag, då han försummade mötet med adeln. Då Dunstan fann den unge monarken omkringskuttande med en adelsdam vid namn Ethelgive och han vägrade att följa med biskopen. Dunstan släpade med sig Edwy och tvingade honom att inte kännas vid flickan. Senare insåg Dunstan att han förargat kungen och flydde till sitt kloster. Edwy, pådriven av Ethelgive, följde efter och plundrade klostret. Även om Dunstan lyckade undkomma, gick han i exil i Flandern och återkom först efter Edwys död. 
Thegnerna i Mercia och Northumbria blev frustrerade av kungens ålägganden och, stöttade av ärkebiskop Odo, valde de att istället stå bakom Edwys bror Edgar 957. Edwy besegrades i ett slag vid Gloucester, men för att undvika inbördeskrig nåddes en överenskommelse med adeln att kungariket skulle delas vid Themsen, Edwy skulle behålla Wessex och Kent i söder och Edgar skulle styra i norr. I de kvarvarande åren av sin regeringstid styrde Edwy sitt rike klokare och gav betydande gåvor till Kyrkan. Han dog dock i 18–19-årsåldern och efterträddes av sin bror och rival, Edgar, som enade riket.